# Як Джиртдан врятував дітей від страшного дева

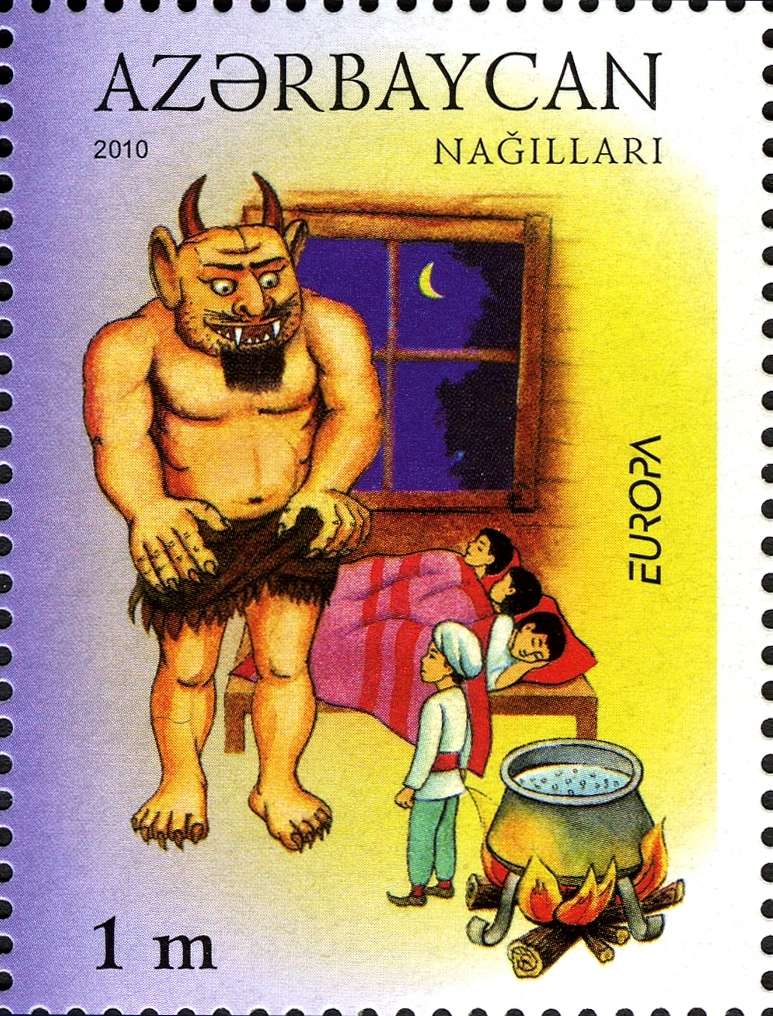
Марка Азербайджану 2010 року, присвячена казці

«Як Джиртдан врятував дітей від страшного дева» (азерб. Necə Cırtdan uşaqları Divdən xilas etdi) — азербайджанська народна казка про розумного хлопчика-підлітка, на ім'я Джиртдан (названий так за свій крихітний зріст, у перекладі з азербайджанського «джиртдан» — маленький), який зумів врятувати дітей, обхитрувавши дева-людожера. Казка належить до категорії чарівних казок з вигаданими міфічними героями.

## Головний персонаж
Джиртдан — один з найпопулярніших позитивних героїв азербайджанських казок. Його відрізняє національна своєрідність, сміливість і кмітливість. Він може бути ледарем, що змушує сільських хлопчаків, які вирушають у ліс по дрова, нести його на своїх спинах, то, зустрівши в лісі Дева-велетня, — справжнім героєм. Зіткнувшись з небезпекою, Джиртдан виявляє мужність і відвагу, ставши найспритнішим і найсміливішим серед інших дітлахів.

## Сюжет
Маленький Джиртдан із сусідськими дітьми йде до лісу по хмиз. Дорогою назад вони губляться в темряві та, йдучи на вогник, натрапляють на будинок, в якому живе Дев. Чудовисько заманює дітей до себе з тим, щоб вночі з'їсти їх. Джиртдан, завдяки своїй кмітливості, рятує хлопців і вони безпечно повертаються додому.

## Театральні постановки
За мотивами цієї казки в Бакинському ляльковому театрі ім. Шаїга в сезоні 1967—1968 років поставлено однойменну виставу. В її основі лежали сценарій і літературна обробка сюжету азербайджанського письменника і драматурга Мірмехді Сеїдзаде. 1977 року театр зробив нове інсценування (автор сценарію — М. Аташ). У 1980 і 1981 роках одна за одною вийшли дві вистави за сценарієм Т. Агаєва — «Джиртдан» і «Нові пригоди Джиртдана». 2003 року театр відновив первісну постановку за сценарієм М. Сеїдзаде.

## Екранізації
У 1981 і 1983 роках на кіностудії «Азербайджанфільм» випущено двосерійний мультфільм «Про Джиртдана-велетня» (режисер — Борис Алієв). Роль головного героя озвучила актриса Клара Рум'янова.